# ZEUS-HMMWV Laser Ordnance Neutralization System

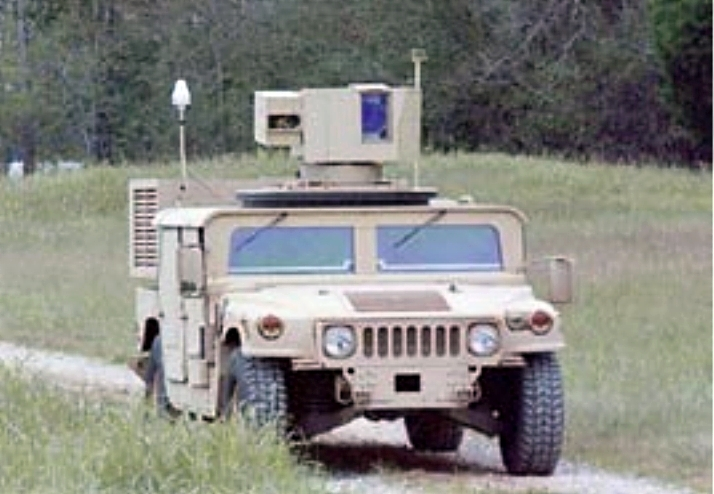
ZEUS-HLONS

Beim ZEUS-HMMWV Laser Ordnance Neutralization System (kurz: ZEUS oder ZEUS-HLONS) handelt es sich um ein Gerät zur Kampfmittelbeseitigung in Kriegsgebieten. Es dient auch zur sicheren und raschen Sprengung oberirdisch verlegter Landminen und ist das Nachfolgesystem des Mobile Ordnance Disrupter System (MODS).
Mittels eines auf einem gepanzerten HMMWV montierten 10-kW-Feststofflasers wird die Metallhülle der zu zerstörenden Munition erhitzt, was zu einer langsamen Verbrennung des Sprengstoffes führt und eine relativ schwache Explosion zur Folge hat. Die maximale Reichweite des Lasers beträgt 300 Meter.

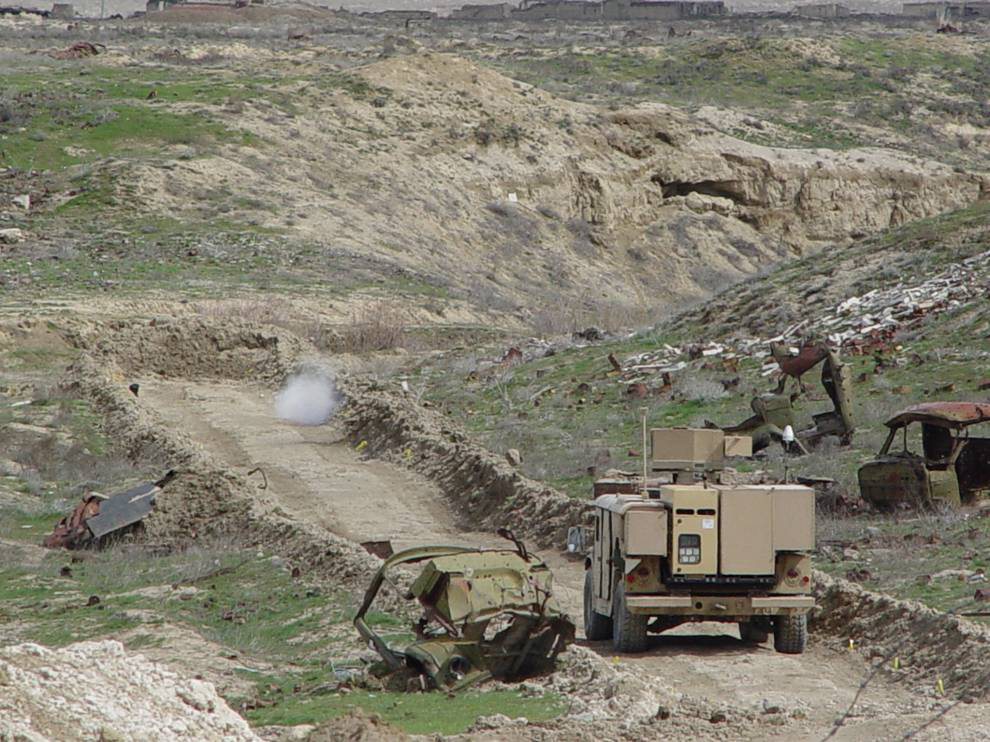
ZEUS-HLONS beim Zerstören eines Blindgängers

Das System wurde bereits im Ernsteinsatz getestet. Im Jahr 2003 wurde es auf die Bagram Air Base in Afghanistan gebracht, wo es während 6 Monaten zur Beseitigung von über 200 Blindgängern und Altmunition eingesetzt wurde. Die hohe Effektivität wurde unterstrichen, als innerhalb von 100 Minuten 51 Geschosse zerstört wurden. Im Jahr 2005 wurde es in den Irak verlegt.
Das ZEUS ist in der Lage, Positionen von Kampfmitteln zu speichern und diese anschließend in einer programmierten Folge zu vernichten. Es verfügt über eine Farbbild-Videokamera sowie einen sichtbaren Ziellaser, welche der Besatzung ermöglichen, mittels Joystick den Hauptlaser auszurichten. Die Energieversorgung erfolgt über ein Dieselaggregat.